# Antonio José de Sucre
Antonio José de Sucre (Cumaná, 3 de febrer de 1795 - serra de Berruecos, Colòmbia, 4 de juny de 1830) fou un militar i polític veneçolà.
Sucre fou un dels líders més destacats del procés d'independència dels països d'Amèrica del Sud i amic de Simón Bolívar. Pertanyia a una important família criolla veneçolana, de llarga tradició militar al servei de la corona espanyola. Malgrat això, Sucre s'uní amb fervor a la causa independentista ja des de molt jove.
Als quinze anys s'allistà a l'exèrcit patriota i participà en la campanya de Francisco Miranda contra els reialistes. El fracàs d'aquesta campanyà l'obligà a refugiar-se a Trinitat on, juntament amb Santiago Nariño, planejà un nou atac contra Veneçuela, que es produí el 1813. Organitzà l'exèrcit de l'Orient i participà en l'ofensiva sobre Caracas, però vençut pels reialistes a Aragua i Urica, hagué de fugir. El 1818 arribà a Angostura, on Simón Bolívar havia establert el seu quarter general i organitzava la nova república veneçolana i ràpidament s'integrà dins l'estat major de Bolívar.
El 1821 dirigí un exèrcit cap al Sud per donar suport a l'aixecament de Guayaquil i consolidar l'alliberament de l'Equador. El punt culminant d'aquesta campanya fou la batalla del Pichincha, lliurada prop de Quito el 24 de maig de 1822, amb la qual quedà consolidada la independència de l'Equador i de Colòmbia i obria el pas cap a l'alliberament del Perú. Durant la Campanya de Pasto, per ordre de Simón Bolívar, la ciutat de Pasto va ser presa per les tropes comandades per Antonio José de Sucre el 24 de desembre de 1822. Durant tres dies els soldats patriotes del batalló Rifles van saquejar la ciutat, van destruir arxius públics , llibres parroquials i van assassinar més de 400 civils, homes, dones, ancians i nens, una quarta part de la població. La massacre és coneguda a Colòmbia com el Nadal Negre i recordada al Carnaval de Blancs i Negres”.
Des de Quito es dirigí cap a Lima i juntament amb Bolívar participà en la batalla de Junín i, especialment, en la batalla d'Ayacucho el 9 de desembre de 1824, on derrotà els reialistes i posà fi definitivament a la dominació espanyola a Sud-amèrica.
Posteriorment es dirigí cap a la zona de l'Alt Perú (Charcas) on proclamà la independència de la nova República de Bolívia i l'assemblea nacional acabada de constituir el nomenà president. A causa de diversos conflictes renuncià al càrrec i es retirà a l'Equador amb la seva família. Des d'allí treballà activament en defensa de l'estat de la Gran Colòmbia, ja llavors en procés de separació i, sobretot, vencé un exèrcit peruà que intentava envair Equador i Colòmbia a la batalla de Tarqui. Morí el 1830 mentre intentava controlar els moviments secessionistes de la Gran Colòmbia.